# Ungerns parlamentsbyggnad
Ungerns parlamentsbyggnad (ungerska: Országház; bokstavligt: Rikshuset eller Landshuset) är en av Europas äldsta parlamentsbyggnader och ett välkänt landmärke i Ungern samt en populär sevärdhet bland turister i Budapest. Byggnaden är säte för Ungerns parlament. 
Byggnaden som är Ungerns största, ligger på Kossuth-torget (Kossuth tér) vid Donau och började byggas redan 1885, men stod inte färdig förrän 1904.  I närheten ligger metrostation Kossuth Lajos ter på linje M2.

## Bildgalleri

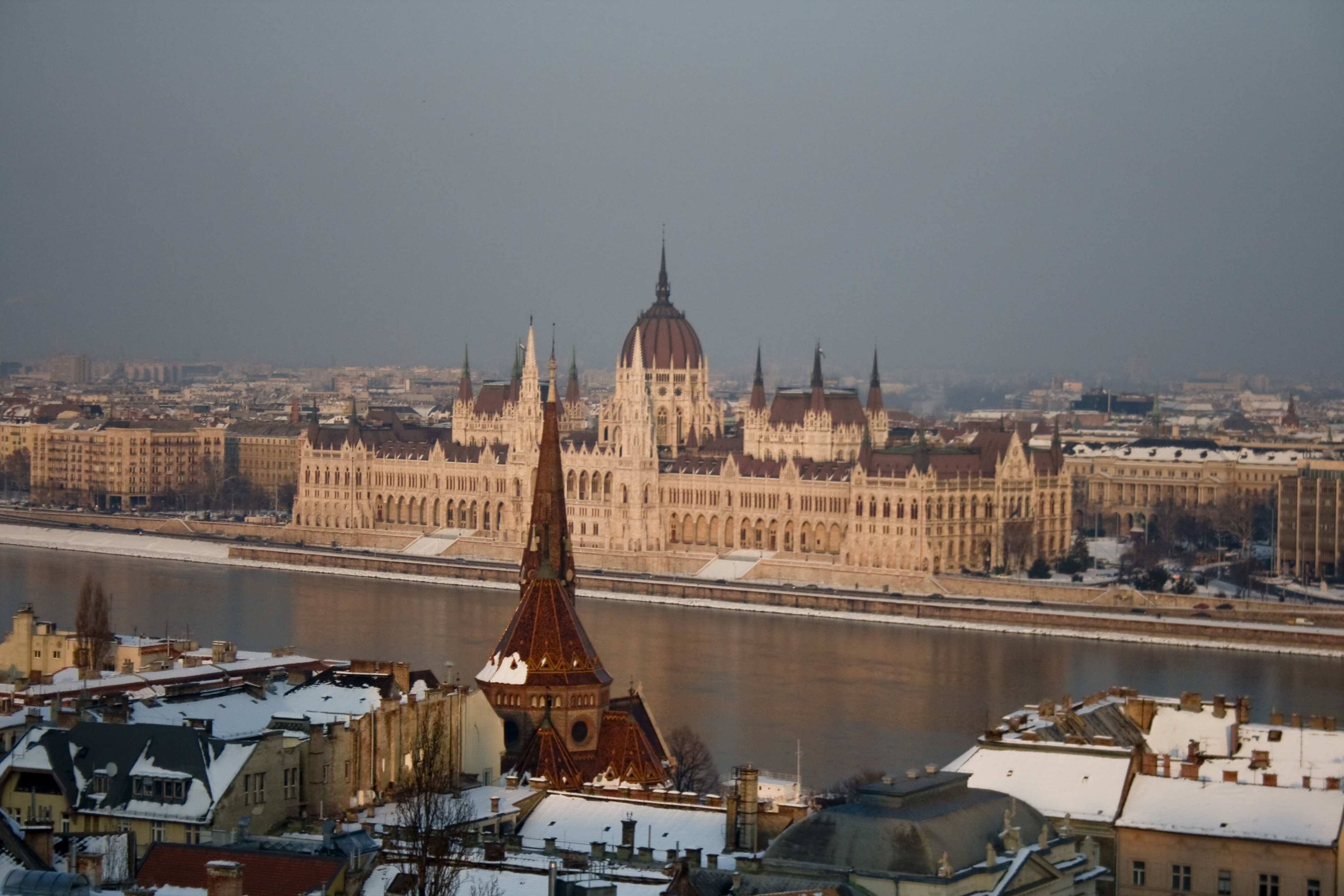
Västra fasaden
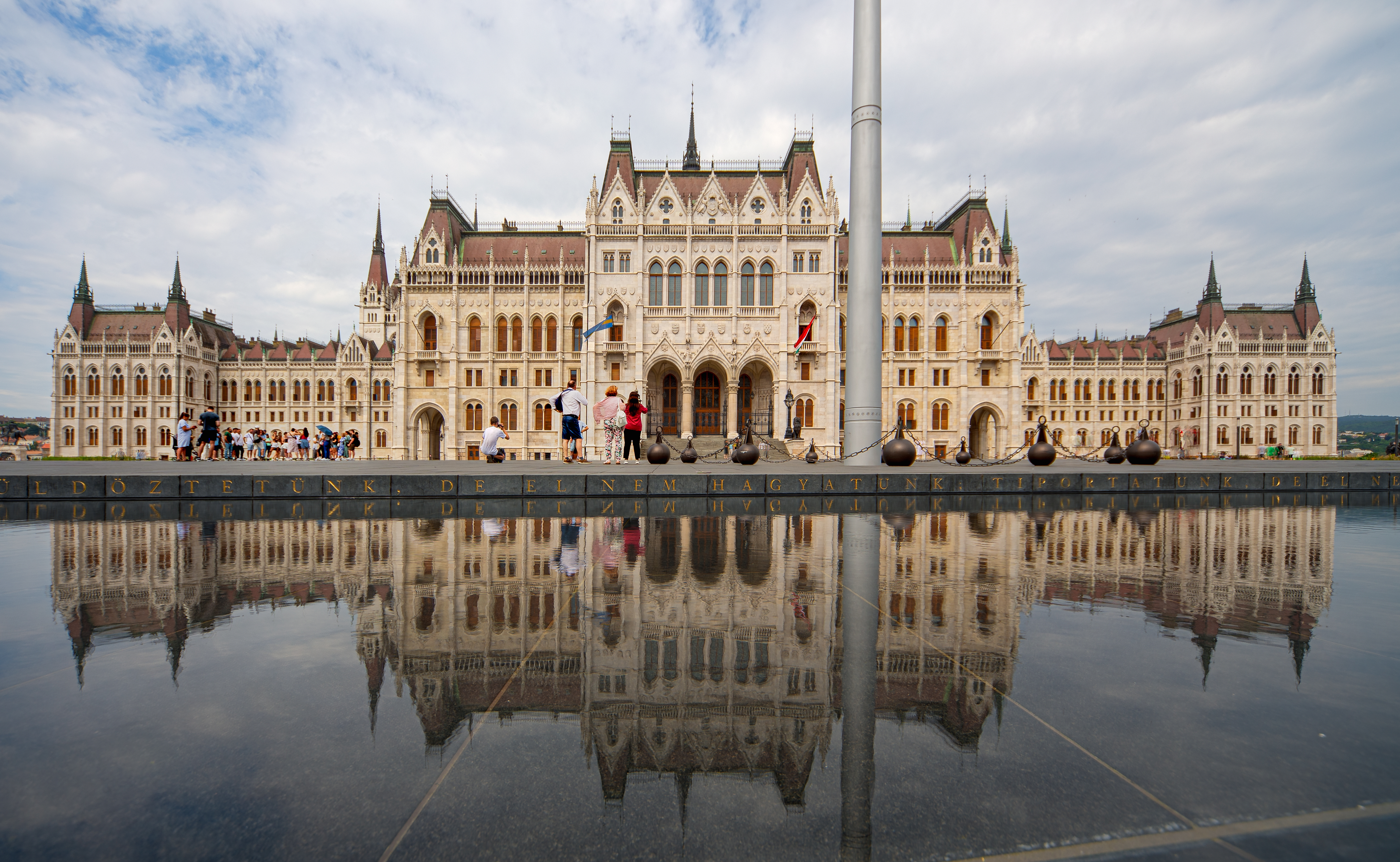
Östra fasaden
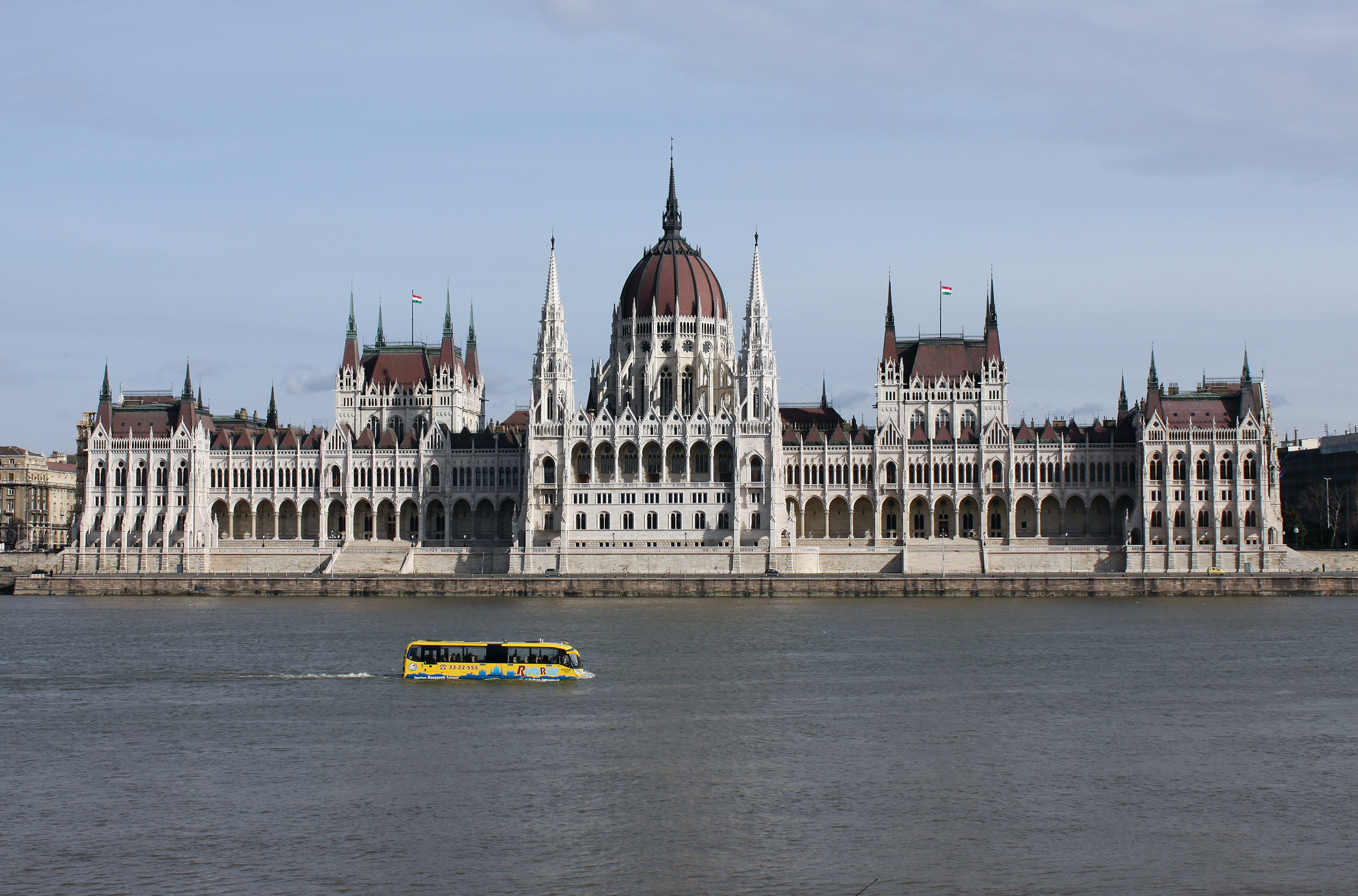
Västra fasaden
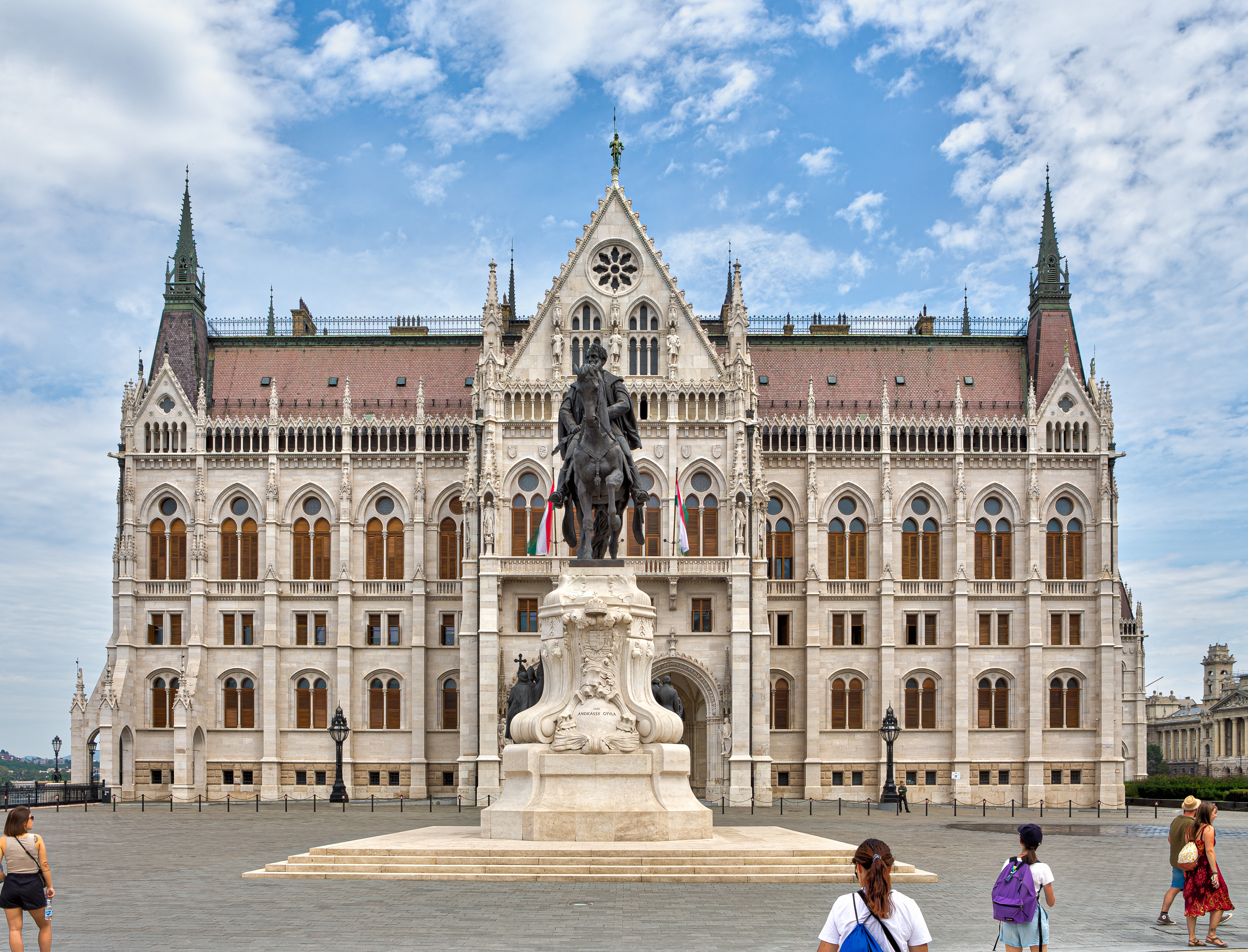
Södra kortsidan. Staty föreställande Gyula Andrássy.
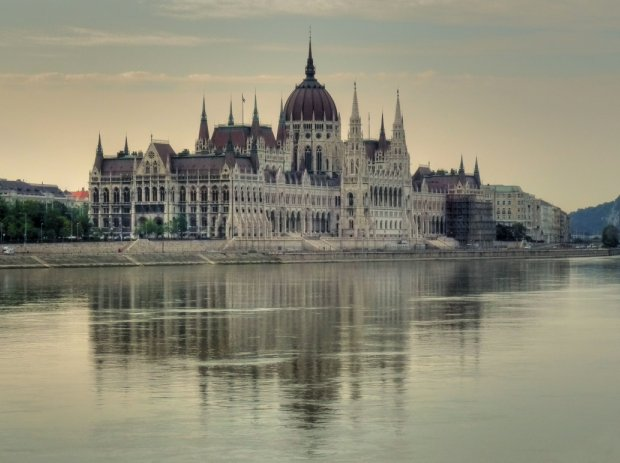
Västra fasaden
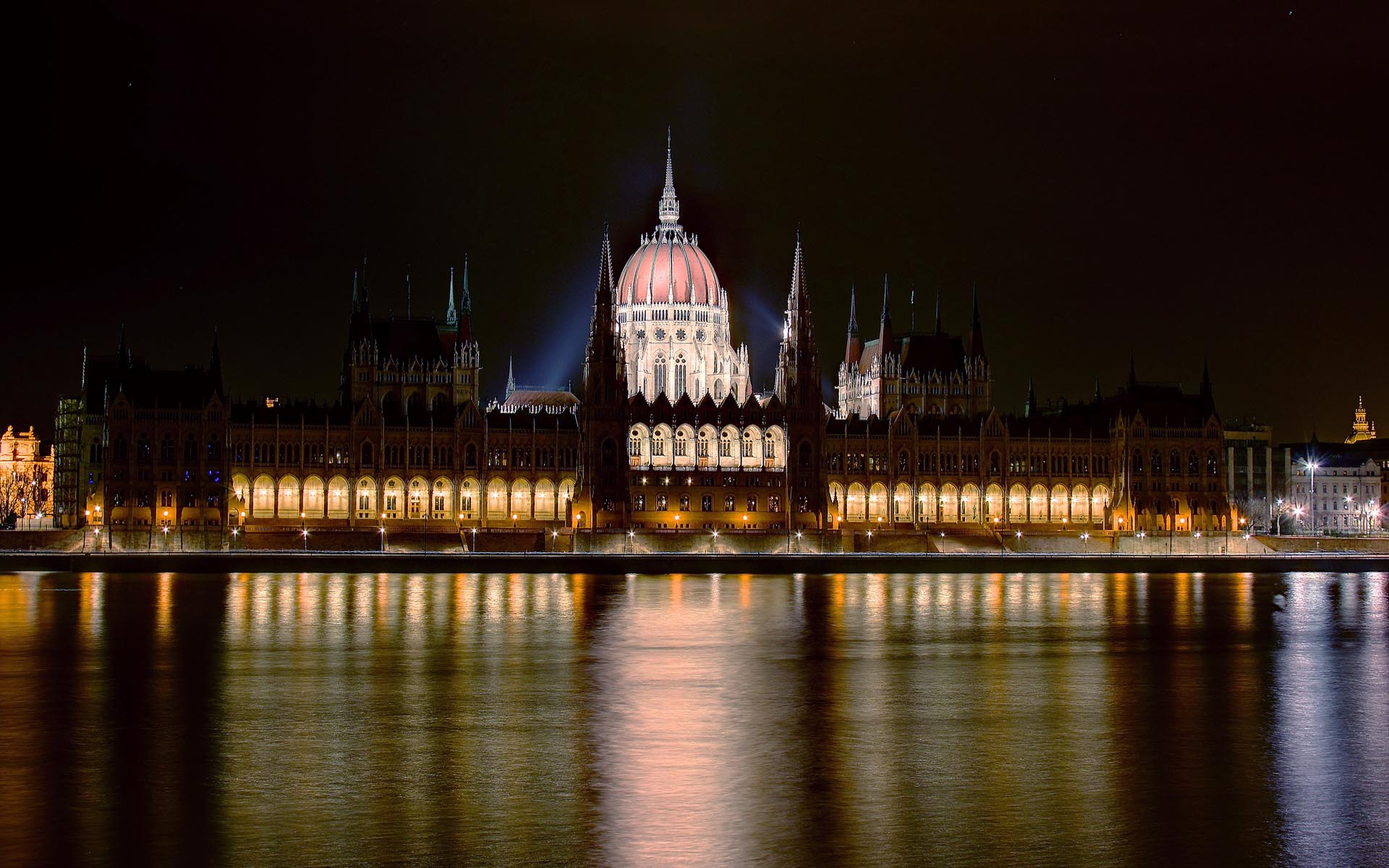
Västra fasaden, nattbild
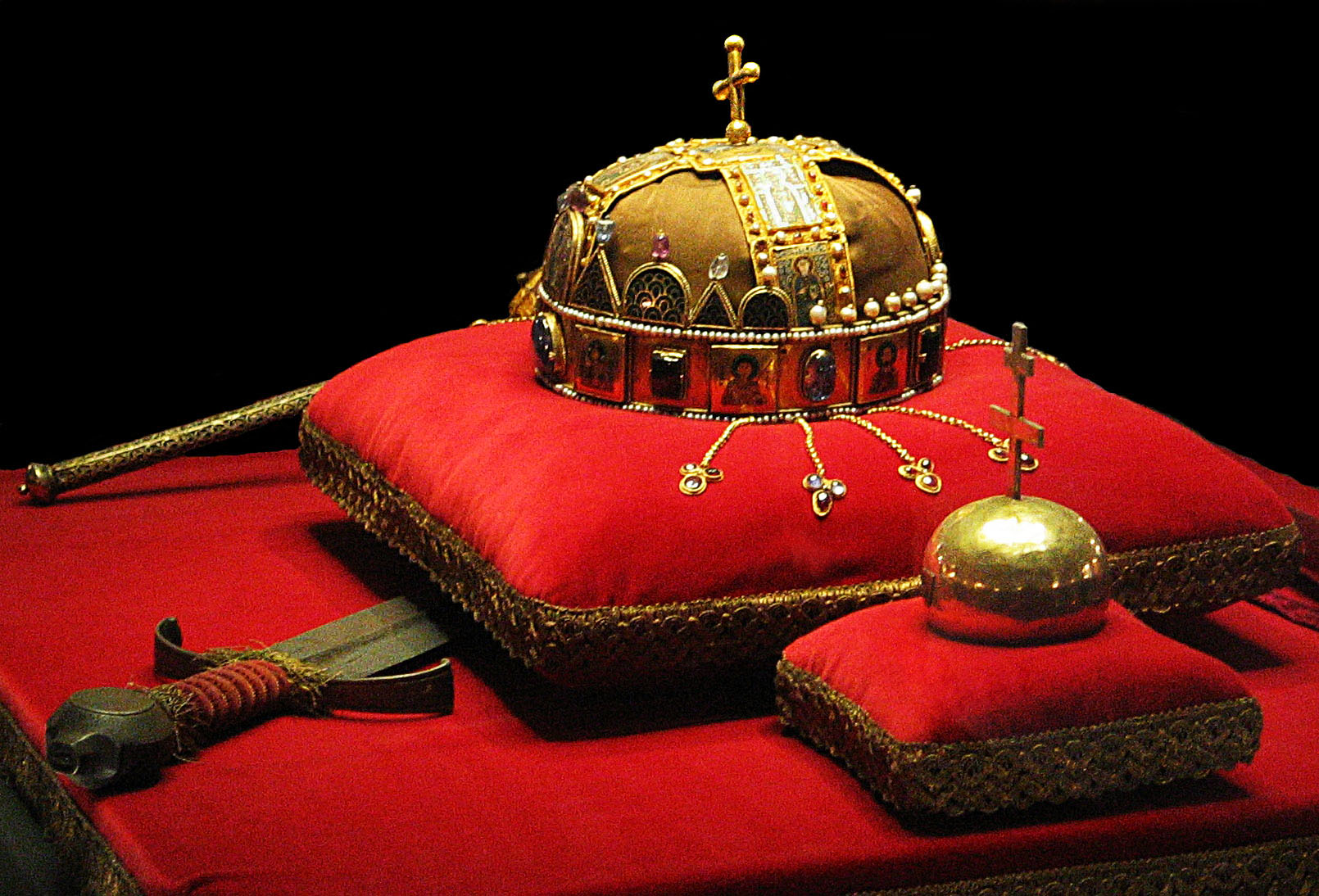
Ungerns krona utställd i centralhallen